# Monte Deardorff
Il Monte Deardorff (in lingua inglese: Mount Deardorff) è una montagna antartica alta 2.380 m, che sovrasta la dorsale montuosa che divide le testate del Ghiacciaio Moffett e del Ghiacciaio Steagall, nei Monti della Regina Maud, in Antartide. 
Il monte fu mappato per la prima volta sulla base di ispezioni in loco e foto aeree dalla prima spedizione antartica (1928-30) dell'esploratore polare statunitense Byrd.
La denominazione è stata assegnata dall'Advisory Committee on Antarctic Names (US-ACAN) in onore di J. Evan Deardorff che aveva condotto studi sui raggi cosmici presso la Stazione McMurdo nel 1964.